# Gloria Hope
Gloria Hope, all'anagrafe Olive Frances (Pittsburgh, 9 novembre 1901 – Pasadena, 29 ottobre 1976), è stata un'attrice statunitense.

## Biografia
Nata a Pittsburgh, in Pennsylvania, nel 1901, Gloria Hope crebbe a Newark, nel New Jersey dove compì i suoi studi.

## Vita privata
Il 30 giugno 1921, l'attrice si sposò con l'attore Lloyd Hughes (1897-1958), conosciuto sul set del film Tess of the Storm Country. La coppia ebbe due bambini, Donald e Isabel.
Morta il 29 ottobre 1976 a Pasadena, Gloria Hope è sepolta al Forest Lawn Memorial Park di Glendale.

## Filmografia
- Time Locks and Diamonds, regia di Walter Edwards (1917)
- The Guilty Man, regia di Irvin Willat (1918)
- Naughty, Naughty!, regia di Jerome Storm (1918)
- Free and Equal, regia di Roy William Neill (1918)
- $5,000 Reward, regia di Douglas Gerrard (1918)
- The Great Love, regia di David W. Griffith (1918)
- The Law of the North, regia di Irvin Willat (1918)
- The Heart of Rachael, regia di Howard C. Hickman (1918)
- The Hushed Hour, regia di Edmund Mortimer (1919)
- Bill Apperson's Boy, regia di James Kirkwood (1919)
- I proscritti di Poker Flat (The Outcasts of Poker Flat), regia di John Ford (1919)
- Burglar by Proxy, regia di John Francis Dillon ((1919)
- Il cavaliere della legge (Rider of the Law), regia di John Ford (1919)
- The Gay Lord Quex, regia di Harry Beaumont (1919)
- Too Much Johnson, regia di Donald Crisp (1919)
- The Desperate Hero, regia di Wesley Ruggles (1920)
- Seeds of Vengeance, regia di Oliver L. Sellers (1920)
- The Texan, regia di Lynn Reynolds (1920)
- Prairie Trails, regia di George Marshall (1920)
- Colorado, regia di B. Reeves Eason (1921)
- Courage, regia di Sidney Franklin (1921)
- The Grim Comedian, regia di  Frank Lloyd (1921)
- Trouble, regia di Albert Austin (1922)
- Tess of the Storm Country, regia di John S. Robertson (1922)
- That Devil Quemado, regia di Del Andrews (1925)
- Sandy, regia di Harry Beaumont (1926)

### Film o documentari dove appare Gloria Hope
- Screen Snapshots, Series 1, No. 24 - documentario (1921)